# Åseral
Åseral és un municipi situat al comtat d'Agder, Noruega. Té 942 habitants (2016) i té una superfície de 887,52 km². El centre administratiu del municipi és el poble de Kyrkjebygda.